# Kryschopil
Kryschopil (ukrainisch Крижопіль; russisch Крыжополь Kryschopol) ist eine Siedlung städtischen Typs in der Oblast Winnyzja in der Ukraine mit etwa 8200 Einwohnern (2024) und war bis Juli 2020 administrative Zentrum des gleichnamigen Rajons Kryschopil.

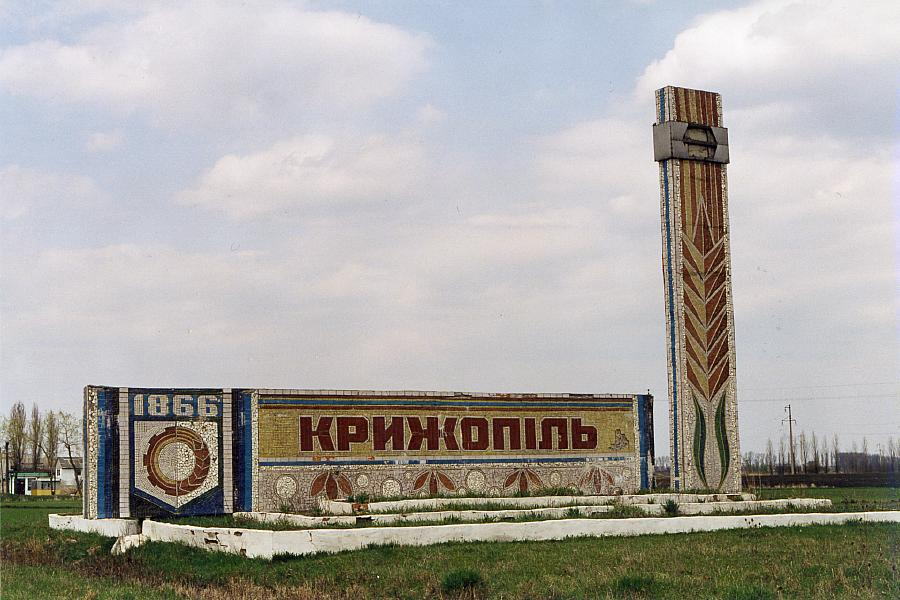
Ortseingangsschild

Kryschopil liegt im Süden der Oblast Winnyzja an den Territorialstraßen T–02–02 und T–02–33, 130 km südlich vom Oblastzentrum Winnyzja. Die 1866 im Zusammenhang mit dem Bau der Bahnstrecke Krasne–Odessa gegründete Ortschaft verfügt über einen Bahnhof und besitzt seit 1938 den Status einer Siedlung städtischen Typs.

## Verwaltungsgliederung
Am 12. Juni 2020 wurde die Siedlung zum Zentrum der neugegründeten Siedlungsgemeinde Kryschopil (Крижопільська селищна громада/Kryschopilska selyschtschna hromada), zu dieser zählen auch die 17 in der untenstehenden Tabelle aufgelisteten Dörfer sowie die Ansiedlung Wyhoda, bis dahin bildete sie die gleichnamige Siedlungsratsgemeinde Kryschopil (Крижопільська селищна рада/Kryschopilska selyschtschna rada) im Osten des Rajons Kryschopil.
Am 17. Juli 2020 kam es im Zuge einer großen Rajonsreform zum Anschluss des Rajonsgebietes an den Rajon Tultschyn.
Folgende Orte sind neben dem Hauptort Kryschopil Teil der Gemeinde:
| Name                     | Name          | Name                               |
| ukrainisch transkribiert | ukrainisch    | russisch                           |
| ------------------------ | ------------- | ---------------------------------- |
| Holubetsche              | Голубече      | Голубече (Golubetsche)             |
| Illiwka                  | Іллівка       | Ильевка (Iljewka)                  |
| Knjascha Krynyzja        | Княжа Криниця | Княжья Криница (Knjaschja Kriniza) |
| Krasne                   | Красне        | Красное (Krasnoje)                 |
| Krasnosilka              | Красносілка   | Красносёлка (Krasnosjolka)         |
| Kryklywez                | Крикливець    | Крикливец (Krikliwez)              |
| Kunytsche                | Куниче        | Куничье (Kunitschje)               |
| Lewkiw                   | Левків        | Левков (Lewkow)                    |
| Pawliwka                 | Павлівка      | Павловка (Pawlowka)                |
| Sabolotne                | Заболотне     | Заболотное (Sabolotnoje)           |
| Schabokrytsch            | Жабокрич      | Жабокрич (Schabokritsch)           |
| Scharapaniwka            | Шарапанівка   | Шарапановка (Scharapanowka)        |
| Salissja                 | Залісся       | Залесье (Salesje)                  |
| Selenjanka               | Зеленянка     | Зеленянка                          |
| Sokoliwka                | Соколівка     | Соколовка (Sokolowka)              |
| Sonjatschne              | Сонячне       | Солнечное (Solnetschnoje)          |
| Terniwka                 | Тернівка      | Терновка (Ternowka)                |
| Wyhoda                   | Вигода        | Выгода (Wygoda)                    |

## Persönlichkeiten
- Mark Ousatchi (1921–2010); Schachspieler